# Cuero

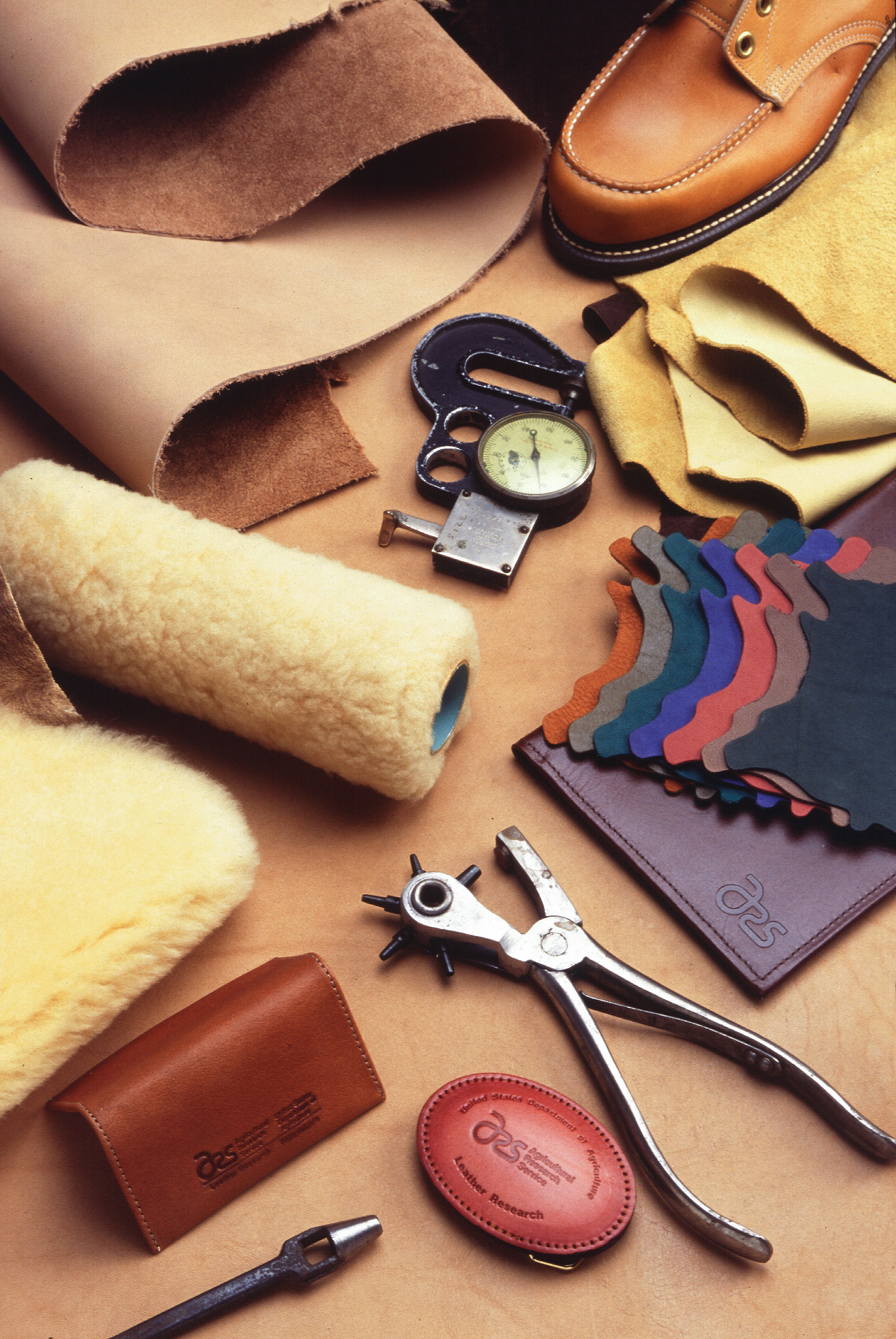
Algunas herramientas para el trabajo del cuero y manufacturas de cuero.

Se llama cuero (del latín corium, «piel de los animales») a la piel animal tratada mediante curtido. Proviene de una capa de tejido que recubre a los animales y que tiene propiedades de resistencia y flexibilidad apropiadas para su posterior manipulación. La capa de piel es separada del cuerpo de los animales, se elimina el pelo o la lana, salvo en los casos en que se quiera conservar esta cobertura pilosa en el resultado final, y posteriormente es sometida a un proceso de curtido. El cuero se emplea como material primario para otras elaboraciones. Los cueros más comunes provienen de ganado vacuno, ovejas, cabras, equinos, búfalos, cerdos y animales acuáticos como focas y caimanes.
El arte de elaborar el cuero para la consecución de productos manufacturados es denominado «marroquinería», palabra que proviene del «marroquí», un tipo de cuero lustroso, delgado y caro.
El cuero se puede usar para hacer una variedad de artículos, como ropa, calzado, bolsos, muebles, herramientas y equipos deportivos, y dura décadas. La fabricación de cuero se ha practicado durante más de 7000 años y los principales productores de cuero en la actualidad son China e India.
Los grupos de derechos de los animales afirman que la fabricación comercial moderna de cuero y el consumo de sus productos están matando animales de manera poco ética. Según el informe evaluación del ciclo de vida (LCA) de la Organización de las Naciones Unidas para el Desarrollo Industrial, el 99 % de los cueros y pieles en bruto utilizados en la producción de cuero provienen de animales criados para carne y/o o la producción de lácteos.
Los críticos de las curtidurías afirman que se involucran en prácticas insostenibles que presentan riesgos para la salud de las personas y el medio ambiente cercano. Las etapas de procesamiento de las curtidurías utilizan miles de litros de agua para un cuero o piel animal y liberan desechos líquidos tóxicos al medio ambiente que pueden causar el agotamiento del suelo y problemas de salud relacionados con la piel humana, el sistema respiratorio y más. Sin embargo, se han logrado avances en la cantidad y el tratamiento del agua utilizada por las curtidurías para reducir el impacto.

## Historia

### Imperio romano
En la época del imperio romano se sabe que el principal consumidor de artículos de cuero fueron las legiones, y este comercio estuvo centralizado en la ciudad de Roma a través de un gremio de comerciantes de cueros y pieles del puerto de Ostia. El comercio del cuero fue precisamente uno de los elementos desencadenantes de la guerra de Cartago, que era suministrador de pieles de los diferentes países mediterráneos gracias a los mercados instalados en el norte de África, lo cual provocó la ruptura del monopolio imperial romano que regulaba el comercio de las pieles.
A partir del siglo III a. C. y muy especialmente de la época del imperio romano, los mercados del cuero proliferan en todo el mundo romanizado. Quizá sea el sur de Francia y la práctica totalidad de la península ibérica la zona más abundante en este tipo de industrias. El hallazgo en el yacimiento de Contrebia Belaisca, en el pueblo de Botorrita (Zaragoza), de cal, azufre y de otros productos químicos, correspondiente al período comprendido entre los siglos I a. C. y III d. C., demuestra el desarrollo de la piel en tan temprana época en la romanizada Hispania. El material mayoritariamente utilizado en la confección del calzado era el cuero.

### Edad Media
Carlomagno dicta numerosas leyes prohibiendo o limitando el comercio de determinadas pieles, y al mismo tiempo carga con impuestos de otras. Por esa época se tiene conocimiento de pieles bastas, mal trabajadas y de procedencia local: garduña, comadreja, gato montés, topo, liebre, ciervo, buey, cordero y cabra. La más cotizada es la de marta. Se sabe que para fabricar adornos para las mangas, cuellos, los nobles germánicos y mediterráneos importan desde el Cáucaso pieles de armiño (Denominada también arminia o rata de Armenia).
La moda por esa época era traer las pieles de Siberia. Este comercio tendrá una duración de un siglo e irá cayendo bajo el monopolio de las comunidades de judíos de Varsovia o de Leópolis, que tratan directamente con los cazadores.
Por otra parte, al desmoronarse progresivamente las vías de comercio romanas, el papiro para escribir se hace cada vez más escaso en Occidente, beneficiando a una industria local de producción de pieles finas para la fabricación de pergamino.

### Baja Edad Media (España)
La elaboración de cuero tiene una época de esplendor en el sur de España, en los reinos árabes del Ándalus. La ciudad de Córdoba se hace famosa por su producción de cueros de alta calidad, repujados, policromados y, en algunos casos, metalizados con aplicaciones de finas hojas de oro y plata. En prácticamente todos los centros urbanos encontramos tenerías o centros dedicados a la curtición del cuero. Las fuentes escritas y la arqueología así lo confirman, como el caso de Málaga, Zaragoza y Beja y las referencias toponímicas al curtido de cuero.
Algunos autores han contribuido a un estudio de las propiedades del cuero; uno de ello es Ramon Llull, que cerca del año 1290 escribe el Llibre de les Bèsties como parte integrante del Llibre de Meravelles o Fèlix y que se puede decir constituye una auténtica joya para el estudio de la relación entre las pieles utilizadas en la curtición y los animales que las procuraban. 

### Renacimiento (España)
Resulta una incógnita saber cual era la vida cotidiana de los artesanos del siglo XIV, no obstante se dispone de un documento, el Quadern de Comptes que es una especie de libro de contabilidad muy rudimentario que procede de Jaume March y de su hijo Bernat March y que nos suministra abundante información sobre el comercio del ramo de la piel en Vich y de la región. Las cuentas muestran qué tipo de cueros se utilizaban mayoritariamente por aquella época y de dónde se importaban, y se sabe que el gremio de zapateros era el más numeroso de entre los profesionales del sector.
Con la expulsión de judíos y moriscos, reputados artesanos tienen que abandonar España para ir al exilio, estableciéndose en ciudades del norte de Marruecos. La artesanía del cuero, como otros muchos tipos de manufacturas, decaen por este motivo en la península.

## Usos

### Vestimenta
Históricamente el mayor uso dado al cuero es el de vestido y calzado, hasta el punto de ser la primera materia prima de la que se tiene constancia que se usara para vestir. Actualmente en este campo no se utiliza principalmente en la fabricación de ropa de abrigo y calzado.

### Construcción
Otro uso histórico del cuero fue en la fabricación de tiendas transportables, cubiertas, puertas y fabricación de canoas y barcas.

### Militar
Hasta el perfeccionamiento de las armas de fuego el cuero se empleó en la fabricación de armaduras ligeras, escudos y fundas de armas. Su uso para la fabricación de monturas y aparejos para caballerías, botas de calidad, etc, hace que su utilidad militar se mantenga incluso bien entrado el siglo XX.

### Herramientas
Tradicionalmente se utilizó en la fabricación de cuerdas, cinchas y correas, arneses para caballerías o animales de tiro. Actualmente su uso en los países occidentales está limitado a los arneses de equitación.

### Encuadernación
La mayor parte de los códices de la Edad Media se han conservado hasta hoy en día gracias a que fueron escritos en pergamino. Disponemos de un considerable número de escritos religiosos, conventuales y nobiliarios, pertenecientes al período comprendido entre los orígenes de la patrística y la aparición de la imprenta. No obstante, el pergamino tuvo que enfrentarse, a partir del siglo XI, con un descubrimiento: el papel introducido en España y posteriormente en el resto de Europa, por los árabes.
Hoy en día se emplea el cuero en encuadernación, sobre todo es un material empleado en la cubierta de los libros.

### Fetichismo
El cuero es usado también en creencias fetichistas y el fetichismo sexual.
En el siglo XIX se hace una referencia literaria respecto al empleo del cuero con el objeto de alimentar la fantasía humana, incluso fantasías sexuales, de esta forma Leopold von Sacher-Masoch, apellido que engendra el término masoquismo, se sintió atraído profundamente por la carga erótica de las pieles, así lo muestra el título de sus novelas: La Venus de las Pieles (Venus in Pelz).

## Tipos

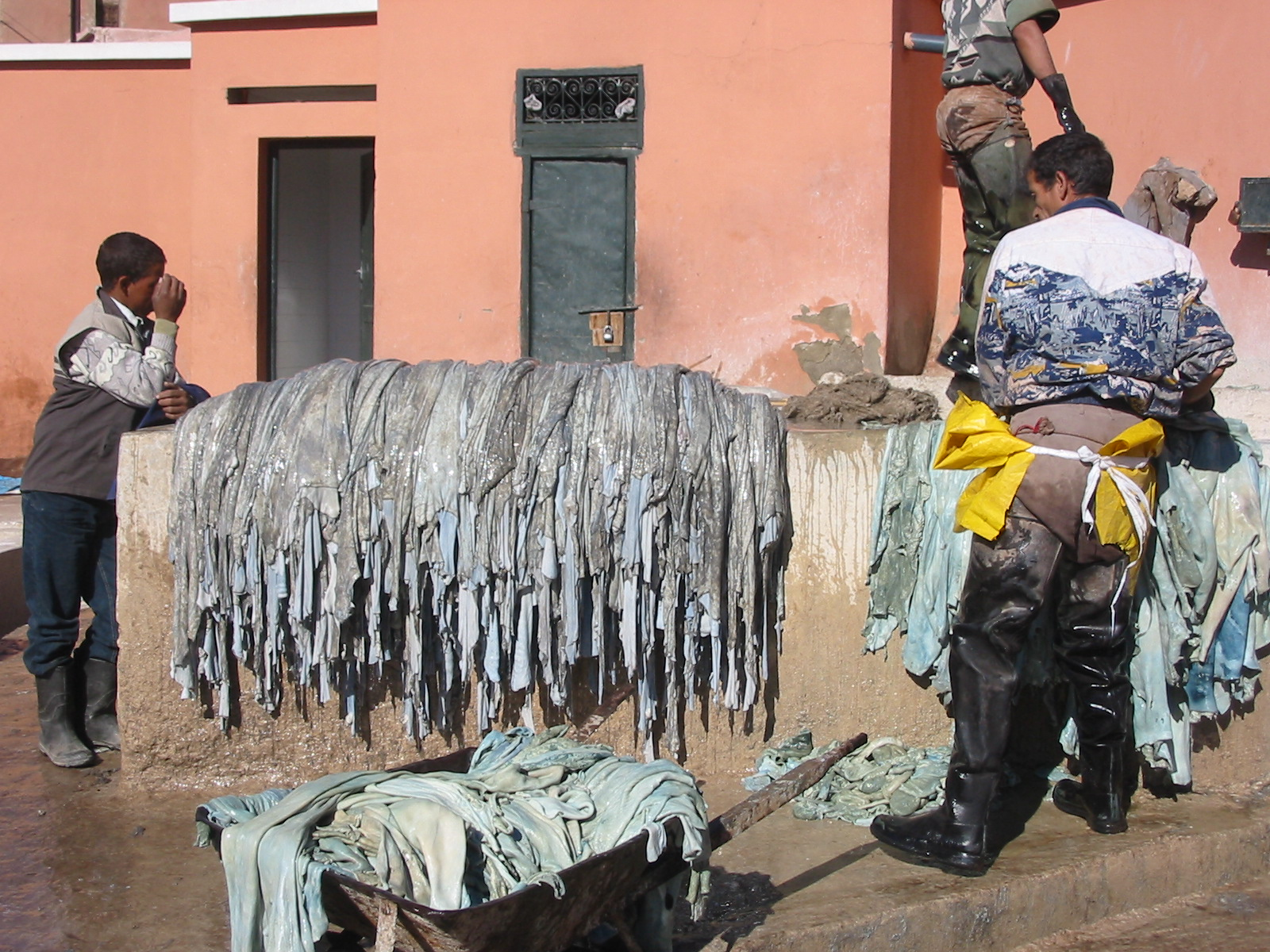
Cuero recién curtido en Marrakech.

El distinto origen, tratamiento de curtido y posterior elaboración del cuero proporciona un producto final muy distinto.

### Según su procedencia
Los cueros tienen diferentes tipos según la procedencia de las pieles, y difieren en su estructura según sean las costumbres de vida del animal originario, la edad del animal, el sexo, y la estación del año en la que fue tratada. La primera categoría podría ser:
- Bovinos
- Caprinos
- Porcino
- Equinos
- Nutria
- Chinchilla
- Reptiles
- Peces Se emplea a veces la piel de los tiburones.
- Cérvidos tales como ciervos, gamos o renos.

Así mismo, existen diversos materiales sintéticos de similares características al cuero. Se conocen genéricamente como cuero sintético o polipiel, y suelen fabricarse con distintos tipos de plásticos.

### Proceso de curtido
El primer paso es cortar las extremidades que sobran y remojar el pelaje en agua durante un periodo que puede durar desde 8 horas a dos días, según el tamaño y el estado de la piel.
A continuación, se utilizan métodos vegetales o minerales para estabilizar el colágeno de la piel y transformarla en cuero.
- El curtido vegetal utiliza taninos que se producen de manera natural a través de la corteza de los árboles. Las pieles se estiran completamente y se introducen en cubas que contienen concentraciones de tanino.
- El curtido mineral es una técnica moderna que surgió durante el siglo XIX en la que predomina el uso del cromo, un metal de color blanco. Se trata de un proceso más rápido que el anterior que da lugar a un cuero más resistente y duradero que el del curtido vegetal.

El siguiente paso consiste en realizar un desaguado mecánico para eliminar el exceso de humedad. Posteriormente, se raspa la piel para dar un espesor homogéneo al cuero.
En múltiples ocasiones se emplea un «recurtido», es decir, el cuero ya curtido de manera mineral pasa por un proceso con la utilización de taninos (vegetal) con el objetivo de dar un aspecto más suave y natural a este tejido.

### Refinado y finalización
El último paso es secar la nueva pieza y refinarla mediante el uso de aceites que aportan al cuero esa textura tan característica.
Una vez finalizado este largo y complejo proceso, el cuero ya se puede moldear y utilizar para crear carteras, bolsos, cazadoras, pantalones o cualquier otro artículo que se desee.
- Cuero cocido: Cuero endurecido por el sistema de introducirlo en agua, cera o grasa hirviendo. Por este procedimiento las fibras de colágeno se acortan, y la pieza de cuero se encoge y se hace rígida y mucho más dura. Si se emplea solamente agua, el resultado es quebradizo, pero si se emplea cera o grasa, esta empapa la pieza y el resultado es mucho más resistente. En los escasos minutos en que la pieza se enfría, resulta muy moldeable, manteniendo después la forma obtenida una vez que se endurece. No todo el cuero curtido sirve para esta práctica, habitualmente se emplea el cuero de curtido vegetal.

Históricamente este procedimiento se empleaba para fabricar armaduras de cuero, pero también se ha utilizado para encuadernación de libros o la fabricación de pequeños muebles o cofres. Actualmente se utiliza en artesanía, recreacionismo, rol en vivo e incluso para escultura.
- Cuero engrasado: Cuero engrasado para aumentar su resistencia al agua. Esto repone los aceites naturales que permanecen en el cuero después del proceso de curtido, que se pierden con el uso continuo. Todo el cuero curtido puede recibir tratamiento de grasa, aunque los cueros curtidos con productos naturales, al ser más porosos absorben mejor la grasa. El engrasado frecuente mantiene el cuero flexible, impide que se vuelva quebradizo y alarga sensiblemente su buena conservación.
- Cuero teñido: Cuero tratado con colorantes para conseguir tonos decorativos. Todos los tipos de curtido se pueden teñir. Para teñir los cueros en artesanía se utilizan tintes de anilina disueltos en alcohol, aplicados con un algodón o tela o bien pinturas acrílicas aplicadas habitualmente con pincel. Las primeras proporcionan unos colores translúcidos, similares a los obtenidos al pintar sobre cartulina con acuarela, y es necesario pintar todo de una sola vez, pues de una vez para otra el alcohol se habrá evaporado y el color resultante habrá cambiado de tono. Los acrílicos, por el contrario, proporcionan un color uniforme. En el cuero de uso industrial se emplean todo tipo de pinturas y disolventes, dependiendo del tipo de cuero que se quiera obtener como resultado final, aplicándose habitualmente por procedimientos de inmersión.
- Charol: Cuero cubierto con una o varias capas de barniz de poliuretano que le da un brillo característico. Este tratamiento impermeabiliza el cuero y lo hace más resistente.

## Profesiones

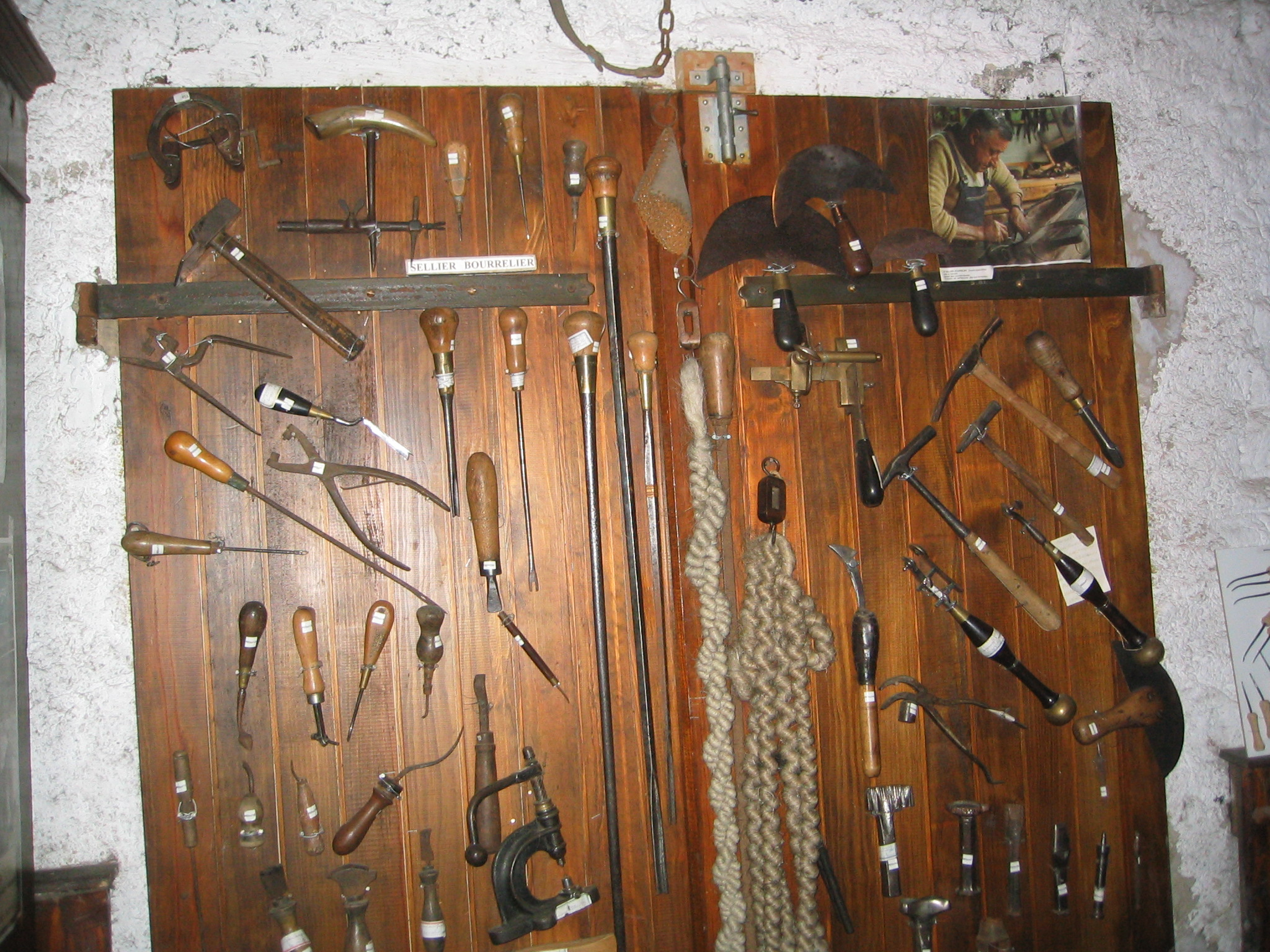
Herramientas tradicionales de guarnicionero y talabartero (Vosgos).

- Curtidor: Persona especializada en la operación de las pieles con el objetivo de convertirlas en cuero.
- Encuadernador
- Guarnicionero
- Marroquinero: Persona dedicada a la elaboración de artículos o accesorios de cuero.
- Talabartero
- Zapatero
- Tenería

## Impacto ambiental

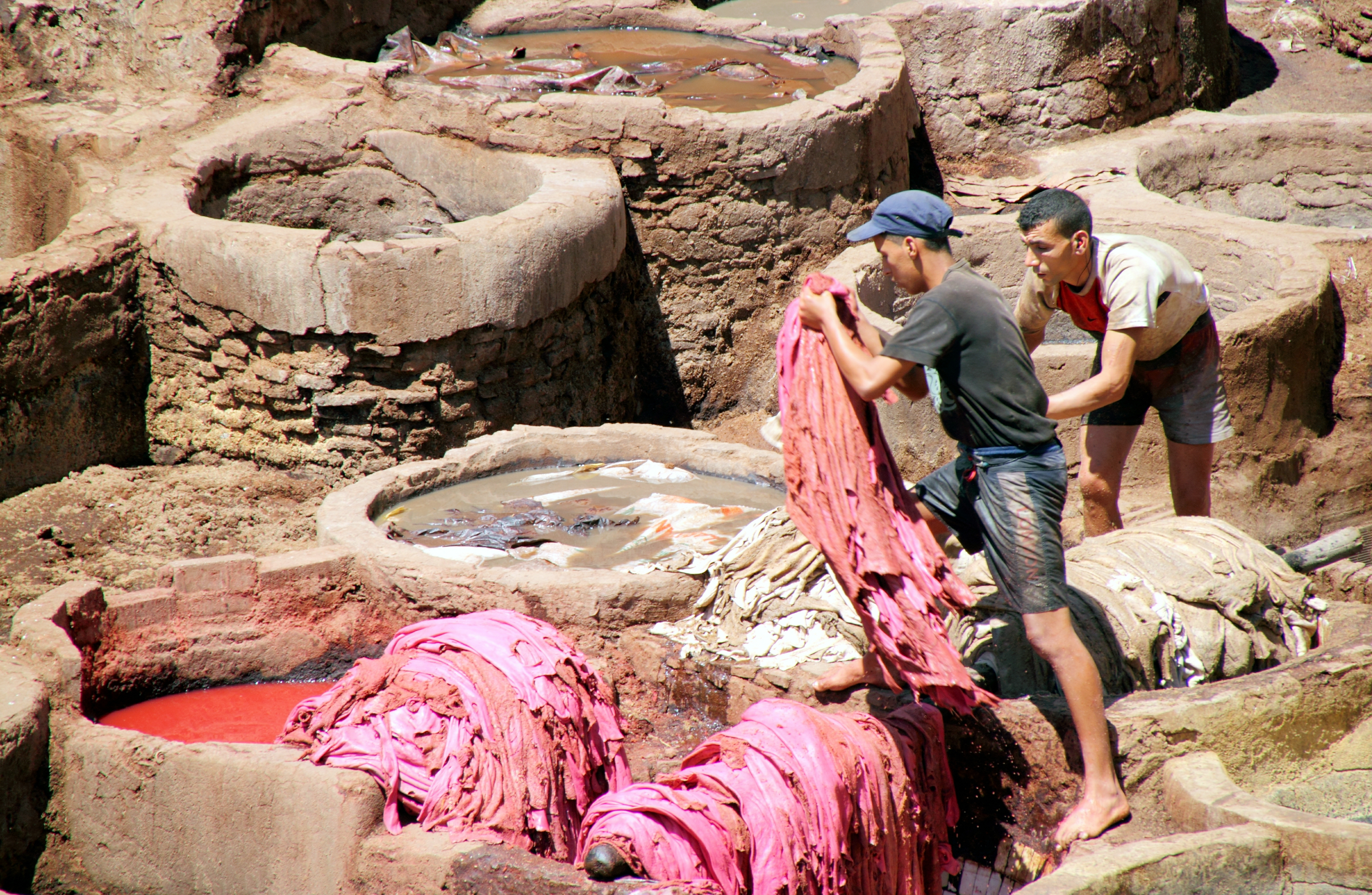
Trabajadores de una curtiduría sin cuidados de seguridad e higiene

El cuero es un material cual en su proceso de obtención requiere la utilización de químicos que pueden ser perjudiciales para el ambiente si no se tratan correctamente, más notablemente debido a:
- La huella de carbono de la ganadería (ver impacto ambiental de la producción de carne)
- Uso de productos químicos en el proceso de curtido (p. ej., cromo, ésteres de ftalato, jabones etoxilados de nonilfenol, pentaclorofenol y solventes)
- Contaminación del aire debido al proceso de transformación (sulfuro de hidrógeno se forma durante la mezcla con ácidos y amoníaco liberado durante el desencalado, vapores de solventes)

### Huella de carbono
Las estimaciones de la huella de carbono del cuero bovino oscilan entre 65 y 150 kg de CO2 equivalente por metro cuadrado de producción.

### Huella hídrica
Una tonelada de cuero o piel generalmente produce de 20 a 80 m3 de aguas residuales, incluidos niveles de cromo de 100–400 mg/l, niveles de sulfuro de
200–800 mg/l, altos niveles de grasa y otros desechos sólidos, y notable contaminación por patógenos. Los productores a menudo agregan pesticidas para proteger las pieles durante el transporte. Con desechos sólidos que representan hasta el 70 % del peso húmedo de las pieles originales, el proceso de curtido representa una carga considerable para las instalaciones de tratamiento de agua.

### Disposición
El cuero se biodegrada lentamente: tarda de 25 a 40 años en descomponerse. Sin embargo, los materiales derivados del vinilo y petroquímicos tardan 500 años o más en descomponerse.

### Eliminación de residuos químicos

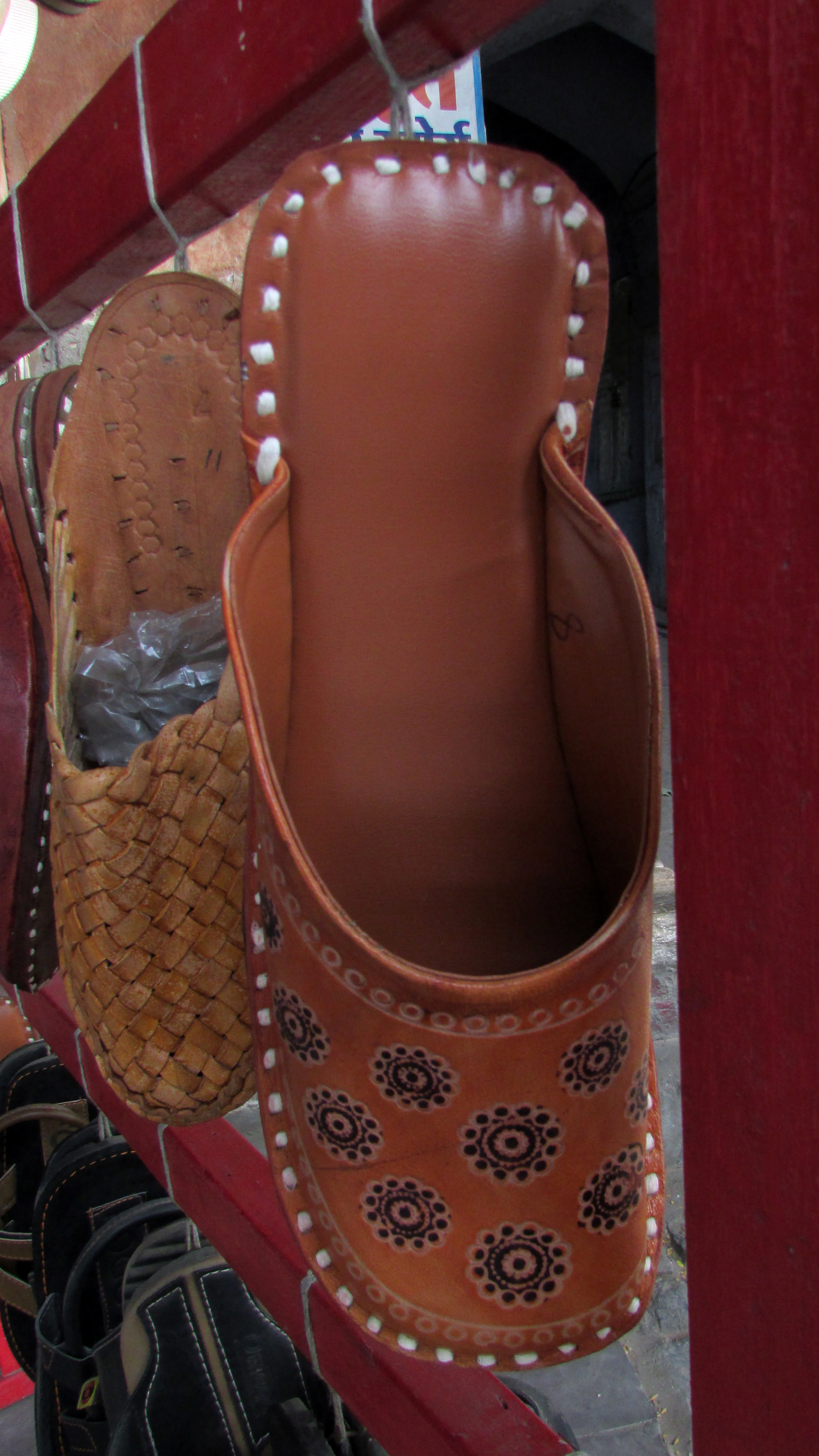
Cuero jooti de estilo Rajasthani, Jaipur, India

El curtido es especialmente contaminante en países donde las regulaciones ambientales son laxas, como en India, el tercer mayor productor y exportador de cuero del mundo. Para dar un ejemplo de un sistema eficiente de prevención de la contaminación, las cargas de cromo por tonelada producida generalmente se reducen de 8 kg a 1,5 kg. Las emisiones de COV se reducen normalmente de 30 kg/t a 2 kg/t en una instalación gestionada adecuadamente. Una revisión de la disminución total de la carga de contaminación alcanzable según la Organización de las Naciones Unidas para el Desarrollo Industrial publica datos precisos sobre la reducción que se puede lograr a través de métodos avanzados de bajo desperdicio probados industrialmente, al tiempo que señala que "aunque la carga de contaminación por cromo se puede reducir en un 94 % con la introducción de tecnologías avanzadas, la carga residual mínima de 0,15 kg/t de cuero crudo aún puede causar dificultades en la utilización de vertederos y compostaje de lodos de depuración de aguas residuales debido a la normativa vigente en algunos países."
En Kanpur, la autoproclamada "Ciudad del cuero del mundo"—con 10.000 curtidurías en 2011 y una ciudad de tres millones de habitantes a orillas del Ganges—los niveles de contaminación eran tan altos que, a pesar de un crisis de la industria, la junta de control de la contaminación decidió cerrar 49 curtidurías altamente contaminantes de las 404 en julio de 2009. En 2003, por ejemplo, la unidad de eliminación de efluentes de las principales curtidurías vertía al aire libre 22 toneladas diarias de residuos sólidos cargados de cromo.
En el barrio Hazaribagh de Dhaka en Bangladés, los productos químicos de las curtidurías terminan en el río principal de Dhaka. Además del daño ambiental, la salud de los trabajadores de las fábricas locales y del consumidor final también se ve afectada negativamente. Después de aproximadamente 15 años de ignorar los fallos de los tribunales superiores, el gobierno cerró más de 100 curtidurías el fin de semana del 8 de abril de 2017 en el vecindario.
El costo más alto asociado con el tratamiento de los efluentes que con la descarga de efluentes sin tratar lleva al vertido ilegal para ahorrar costos. Por ejemplo, en Croacia en 2001, la reducción adecuada de la contaminación costaba entre 70 y 100 USD por tonelada de pieles en bruto procesadas frente a 43 USD/t por comportamiento irresponsable. En noviembre de 2009, una de las principales empresas productoras de cuero de Uganda fue sorprendida vertiendo directamente aguas residuales en un humedal adyacente al lago Victoria.

## Operaciones
- Curtir
- Repujado